# Vyacheslav Gorpishin
Vyacheslav Nikolaevich Gorpishin (em russo:  Вячеслав Николаевич Горпишин; Chișinău, 4 de novembro de 1975) é um handebolista profissional da Rússia.
Nos Jogos Olímpicos de 2000, em Sydney, Vyacheslav Gorpishin fez parte da equipe russa que sagrou-se campeã olímpica. Na edição seguinte, em Atenas 2004, conquistou a medalha de bronze.